# ازدنیک گروسل
ازدنیک گروسل (چکی: Zdeněk Groessl؛ زادهٔ ۸ سپتامبر ۱۹۴۱) بازیکن والیبال اهل چکسلواکی بود.